# ゴール朝

ゴール朝

ゴール朝（ペルシア語: دودمان غوریان, ラテン文字転写: Dudmân-e Ğurīyân)）は、現在のアフガニスタンに興り、北インドに侵攻してインドにおけるムスリムの最初の安定支配を築いたイスラーム王朝（11世紀初め頃 - 1215年）。グール朝、シャンサバーニー朝とも表記し、王家はシャンサブ家（ペルシア語: شنسبانی, ラテン文字転写: Šansabānī）という。

## 概要

### ゴール朝の先祖
シャンサブ家を首長とするシャンサバーニー族は、現在のアフガニスタン中部、ハリー川上流にあたるヘラートの東の山岳地帯ゴール地方（グール、マンデーシュとも）に居住しイラン系の言語を話していた人々で、地名からゴール人あるいはグール人と呼ばれたため、王朝の名が起こった。王統の起源については詳しいことは不明であるが、ゴール朝滅亡後にまとめられた年代記によると、その先祖は第4代正統カリフ、アリーの時代にイスラム教に帰依し、バンジー・シャンサバーニーのとき、アッバース朝のハールーン・アッ＝ラシードによってゴール地方の領主に定められたという。
確実なところでは11世紀初頭頃に歴史上にあらわれ、ガズナ朝の英主マフムードの遠征を受けてガズナ朝に服属した。その後、ガズナ朝衰退後の11世紀末にガズナ朝とセルジューク朝との緩衝地帯になったことから自立し、1099年に独立を認められたが、1108年にはアフガニスタン北西部からイランにかけてのホラーサーンに拠るセルジューク朝のサンジャルによる支配を受け、セルジューク朝に服属した。
ゴールの地方勢力であった頃のゴール朝は、シャンサバーニー族の部族制国家の性格が強く王朝内部の争いがしばしば起こったが、12世紀には、王家の一員クトゥブッディーンが兄弟たちの争いからガズナの宮廷に逃れたところ毒殺される事件があった。また、この事件の後には、ゴール朝のサイフッディーンは一時ガズナを占領したもののガズナ朝を支持する民衆たちの反感からまもなく捕虜となって処刑され、ゴール朝とガズナ朝は対立を深めた。

### アラーウッディーンの勃興
1150年に至り、ゴール朝のアラー・ウッディーン・フサイン2世（ʿAlāʾ-ud-Dīn Ḥusayn II）は、カンダハール付近の戦いで、ガズナ朝のバフラーム・シャーに大勝した。この戦いで、歩兵を中心としたゴール軍は、防御用の盾を連ねて堅固な陣地を築いてガズナ軍の戦象隊を食い止め、攻撃の決定力をもたないガズナ軍をさんざんに打ち破り、ガズナを最終的に奪ってガズナ朝をホラーサーン・アフガニスタンからインド方面へと追った。ガズナへ入城したゴール軍は積年の恨みを晴らさんばかりに略奪、蹂躙の限りを尽くし、ガズナの歴代スルタンの遺骸まで掘り出して焼いたという。これによってゴール朝は、カーブルからガズナまで現在のアフガニスタン東部を広く支配することとなり、自立、発展の基礎を築いた。ゴール朝の君主はそれまでマリクあるいはアミールと称していたが、こののちスルタンを称するようになり、儀礼用の日傘を用いるようになった。
1152年、ゴール朝はセルジューク朝への貢納を停止し公然とこれに宣戦したが、テュルク系の兵力がセルジューク朝側に降ったため惨敗し、アラーウッディーンは捕虜になった。しかし、まもなくセルジューク朝のサンジャルがトゥルクマーン遊牧民（オグズ）との戦いで捕虜となったことをきっかけにセルジューク朝のホラーサーン政権は無力化し、西のホラーサーンが政治的空白地帯になったため、ゴール朝は急速な勢力拡大に向かう。
アラーウッディーンは、シャンサブ王家の王族の間で領域を三分割支配する体制を築き、ゴール地方のフィールズクーフを宗家が支配し、ガズナとバーミヤーン（Bamiyan Branch）をそれぞれ分家が支配するようになった。バーミーヤンのゴール朝は西方に勢力を伸ばしてアム川流域にいたる地方を支配し、ガズナの分家がインド支配を企てることになる。

### 最盛期
アラーウッディーンの死後、王位を奪手中に収めた甥のギヤースッディーン・ムハンマドがゴールを支配し、弟のシハーブッディーン（ムイッズッディーン・ムハンマド、ムハンマド・ゴーリーとも）がガズナを支配した12世紀後半から13世紀初頭に、ゴール朝は最盛期を迎えた。
兄弟は連携して領域を拡大し、ギヤースッディーンは弟と協力して1186年にラホールにいたガズナ朝を滅ぼした。北では、1190年にホラズムからホラーサーンに支配を広げつつあったホラズム・シャー朝を破ってその君主を捕虜とし、1198年にはカラキタイ（西遼）の侵入を撃退した。こうして1200年には、ホラーサーンの大半を支配することに成功し、ニーシャープールにホラーサーン総督を置いた。
一方、弟のシハーブッディーンはラホールからインド奥深くへと侵攻し、1191年にはタラーインの戦いでラージプート軍を破り、ベンガルまで軍を進めて事実上の北インド支配を達成した。
ゴール朝の国力が絶頂となったギヤースッディーンの治世には、王朝の本拠地ゴールやヘラートで盛んに建設事業が行われた。中でもゴール地方のハリー川支流のほとりに立つジャームのミナレットは現存し、世界遺産に登録されている。

### ゴールの支流とデリー・スルターン朝の成立
1203年、ギヤースッディーンが病没すると弟のシハーブッディーンがその後を継いで西方経営に力を注いだが、ホラズム・シャーとカラキタイに敗れ、ヘラートを除くホラーサーンのほとんど全土を失った。
1206年にシハーブッディーンがインド遠征の帰途に陣没すると、ギヤースッディーンの息子であるギヤースッディーン・マフムードが王位を継いだが、支配下のゴール人やアフガン人の歩兵軍団と、テュルク系の奴隷身分出身のマムルーク騎兵軍団がそれぞれ後継者を擁立した。北インドに残されていたマムルークの将軍・クトゥブッディーン・アイバクは自立してインドに奴隷王朝を開いた。これ以降、デリーを中心にデリー・スルターン朝と総称されるムスリムの王朝が5代続き、そのもとでインドのイスラーム化が進んだ。
1210年にギヤースッディーン・マフムードが暗殺されると、息子バハー・ウッディーン・サーム3 世が擁立されたが、これ以降、バーミヤーンの支流と互いに争いを繰り返したためゴール朝は急速に解体に向かった。

### 滅亡
1215年に最後の君主・アラー・ウッディーン・ムハンマド4世がホラズム・シャー朝の君主・アラーウッディーン・ムハンマドによって廃され、ゴール朝は滅亡した。
1245年にギヤースッディーン・ムハンマドの封臣の一族であるクルト家のシャムスッディーン・ムハンマドは、クルト朝をホラサーンで興した。

## 歴代君主
1. イシュズッディーン・フサイン1世（在位：1117年－1146年）
2. シャイフッディーン・スーリー（在位：1146年－1149年） - フサイン1世の子
3. バハー・ウッディーン・サーム1世（在位：1149年） - フサイン1世の子
4. アラー・ウッディーン・フサイン2世（英語版）（在位：1149年－1161年） - フサイン1世の子
5. シャイフッディーン・ムハンマド1世（在位：1161年－1163年） - フサイン2世の子
6. ギヤースッディーン・ムハンマド（2世）（在位：1163年－1203年） - サーム1世の子
7. シハーブッディーン・ムハンマド（3世）（在位：1203年－1206年） - サーム1世の子
8. ギヤースッディーン・マフムード（在位：1206年－1210年） - ギヤースッディーン・ムハンマドの子

### ゴールの支流
1. ギヤースッディーン・マフムード（在位：1206年－1212年）
2. バハー・ウッディーン・サーム3世（英語版）（在位：1212年－1213年） - マフムードの子
3. アラー・ウッディーン・アトシーズ（カタルーニャ語版）（在位：1213年－1214年） - フサイン2世の子
4. アラー・ウッディーン・ムハンマド4世（在位：1214年－1215年） - フサイン2世の孫

### バーミヤーンの支流
1. ファフルッディーン・マスウード（在位：1152年-1163年）
2. シャムスッディーン・ムハンマド（在位：1163年-1192年）
3. バハー・ウッディーン・サーム2世（英語版）（在位：1192年-1206年）
4. ジャラールッディーン・アリー（在位：1206年-1215年）